# Notophorina stigmaticalis
Notophorina stigmaticalis är en insektsart som först beskrevs av Blanchard 1852.  Notophorina stigmaticalis ingår i släktet Notophorina och familjen rundbladloppor. Inga underarter finns listade i Catalogue of Life.